# Eduard Dingeldey
Peter Gustav Eduard Dingeldey (Gießen, 27 giugno 1886 – Heidelberg, 19 luglio 1942) è stato un politico e avvocato tedesco, membro del Partito Popolare Tedesco.

## Biografia
Dingeldey nacque nel 1886, figlio del pastore evangelico August Dingeldey e di sua moglie Bessie nata Wilson. Dopo aver studiato legge e economia presso le università di Heidelberg, Berlino e Gießen, divenne assessore del governo presso l'ufficio distrettuale di Worms e in seguito lavorò come avvocato, prima a Darmstadt e poi dal 1931 a Berlino. Durante i suoi studi a Heidelberg, Dingeldey divenne membro della Verbindung Rupertia.

### Vita privata
Si sposò il 23 aprile 1919 con Elisabeth Hildegard, nata Merck.

## Carriera politica
Nel 1919 divenne membro e leader del partito del Partito Popolare Tedesco in Assia. Dal 1919 al 1928 fu membro del parlamento statale dell'Assia per il DVP e lì fu capogruppo parlamentare.
Dingeldey dal maggio 1928 al novembre 1933 fu membro del Reichstag e dal 1930 capogruppo parlamentare del suo partito. Dal 1930 si batté per la formazione di un cosiddetto “partito dei cittadini” (Staatsbürgerpartei), ma questo progetto fallì.
Dal 1931 fino allo scioglimento del partito nel 1933, Dingeldey fu presidente del DVP. All'interno del partito cercò di mediare la faida tra la fazione dei "liberali" e la fazione di "destra", ma non ci riuscì. Nel 1932 firmò un accordo elettorale con il Partito Popolare Nazionale Tedesco, in un'alleanza diretta contro l'SPD e il partito di centro. Dopo la grave sconfitta alle elezioni del Reichstag del 5 marzo 1933 lui e Otto Hugo rimasero gli unici membri del DVP del Reichstag, con Hugo che poi fu sostituito da Emil von Stauß.
Dingeldey il 24 marzo non poté votare la legge dei pieni poteri a causa delle sue condizioni di salute. Nonostante inizialmente si fosse espresso contro la cooperazione con il partito nazista e nel giugno 1933 avesse rifiutato ancora una volta l'unione del DVP nel NSDAP, dopo lo scioglimento del DVP, Dingeldey agì per conto dei nazisti al Reichstag. Nel novembre 1933 si dimise da membro del Reichstag.
Durante il periodo nazista lavorò nuovamente come avvocato.